# Cloverfield Lane 10
Cloverfield Lane 10 – amerykański thriller science-fiction z 2016 roku w reżyserii Dana Trachtenberga.
Film jest duchowym następcą wydanego w 2008 roku filmu Projekt: Monster.

## Fabuła
Po wypadku samochodowym, młoda kobieta Michelle budzi się w podziemnym schronie. Jej wybawca Howard informuje ją, że na powierzchni doszło do ataku chemicznego, wskutek czego nie nadaje się ona do zamieszkania. Niejaki Emmett, który również niedawno trafił do schronu, potwierdza tę wersję wydarzeń, ale kobieta ma wątpliwości. Na dodatek szybko zmieniająca się sytuacja w bunkrze powoduje, że Michelle staje się coraz bardziej podejrzliwa i postanawia wydostać się na powierzchnię za wszelką cenę.

## Obsada
- John Goodman jako Howard Stambler
- Mary Elizabeth Winstead jako Michelle
- John Gallagher Jr. jako Emmett DeWitt
- Suzanne Cryer jako Leslie
- Bradley Cooper jako Ben (głos)
- Sumalee Montano jako głos w radio

## Produkcja
Kręcenie zdjęć rozpoczęto 20 października 2014 roku w Nowym Orleanie i zakończono je na początku grudnia tego samego roku w Hahnville w Luizjanie.

## Odbiór

### Box office
Przy budżecie szacowanym na 13-15 milionów dolarów 10 Cloverfield Lane zarobiło w USA i Kanadzie 72 miliony, a w pozostałych krajach równowartość około 38 mln USD; łącznie około 110 milionów.

### Reakcja krytyków
Film spotkał się z pozytywną reakcją krytyków. W agregatorze recenzji Rotten Tomatoes 90% z 316 recenzji uznano za pozytywne, a średnia ocen wystawionych na ich podstawie wyniosła 7,50. Z kolei w agregatorze Metacritic średnia ważona ocen z 43 recenzji wyniosła 76 punktów na 100.